# Il giuramento di Zorro
Il giuramento di Zorro è un film del 1965 diretto da Ricardo Blasco.